# Sardinella sindensis
Sardinella sindensis és una espècie de peix de la família dels clupeids i de l'ordre dels clupeïformes present al Mar d'Aràbia: des del Golf d'Aden fins al Golf Pèrsic i Bombai.
Els adults poden assolir 17 cm de llargària total. És un peix marí i pelàgic que es troba a àrees de clima tropical (30°N-10°N, 42°E-74°E) fins als 50 m de fondària.
Forma bancs a les aigües costaneres.
Es comercialitza fresc i assecat i adobat amb sal.